# Estación de Pedrosillo
Pedrosillo es un apeadero ferroviario situado en el municipio español de Ávila, en la provincia de Ávila, comunidad autónoma de Castilla y León. Actualmente, no ofrece ningún servicio ferroviario.

## Situación ferroviaria
Las instalaciones se encuentran situadas en el punto kilométrico 127,609 de la línea de ancho ibérico Madrid-Hendaya, a 1100 metros de altitud, entre las estaciones de Ávila y Mingorría.

## La estación
Ya que se trata de un apeadero, las únicas instalaciones consisten en dos pequeños andenes que acceden a dos vías. Este apeadero se encuentra junto a la carretera N-403 y junto a la Dehesa de Pedrosillo, si bien no ofrece servicio a ninguna población.